# 홍창섭
홍창섭(洪昌燮, 1905년 4월 6일~2001년 5월 13일)은 일제강점기의 관료이며 강원도 도지사, 제2·3·8·9대 국회의원을 지낸 대한민국의 정치인이다.
민족문제연구소가 2008년 발표한 민족문제연구소의 친일인명사전 수록예정자 명단 관료 부문에 포함되었다.

## 약력
- 춘천농업고등학교 졸업
- 원주군, 삼척군 군수
- 춘천부윤
- 춘천시장 (초대)
- 국회 운영위원장
- 국회 농림위원장(2회)
- 자유당 중앙당 조직부장
- 강원도 지사
- 강원도 유도회 회장
- 신민당 강원도당 위원장
- 국회 무소속의원회 회장
- 대한민국 헌정회 6대 회장 (1989 ~ 1990)

## 역대 선거 결과
|  | 29.30% |

|  | 44.56% |

|  | 45.26% |

|  | 36.35% |

|  | 52.79% |

|  | 21.65% |

|  | 10.07% |